# Álvaro Fernando de Novais e Sousa
Álvaro Fernando de Novais e Sousa GOIP, COIC (Braga, 7 de maio de 1886 - Braga, 28 de agosto de 1962) foi um professor Catedrático da Faculdade de Medicina da Universidade de Coimbra.

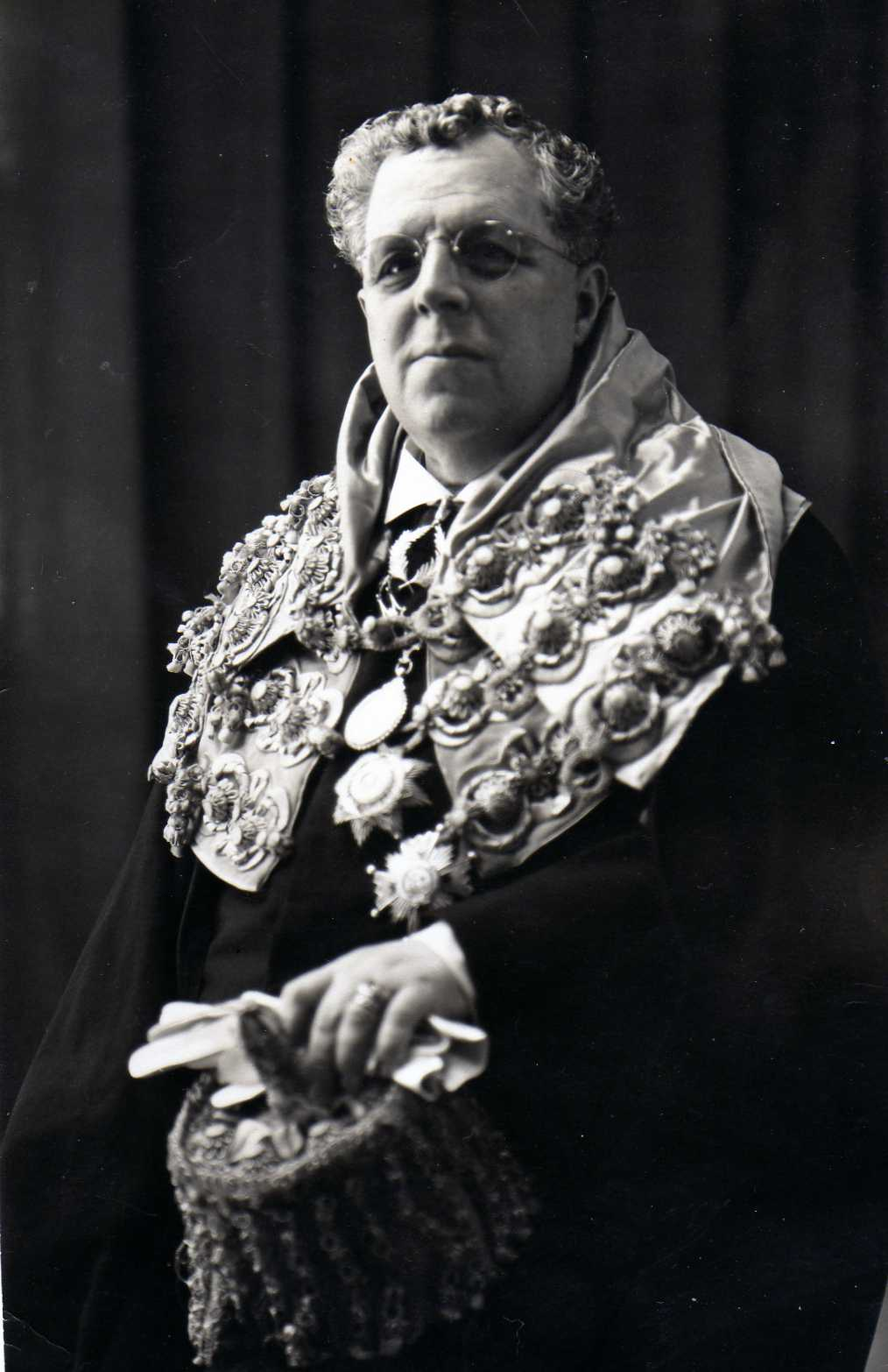
Álvaro Fernando de Novais e Sousa

## Biografia
Nasceu em Braga, filho de João Baptista de Novais e Sousa e de Delmira Alves Simões e irmão do Cónego D. João Cândido de Novais e Sousa, Deão da Sé de Braga e fundador da Creche de Braga.
Casou com Margarida Amélia da Fonseca Moreira.
Matrículou-se em AIgebra, 1904 e Medicina, 1907, na Faculdade de Medicina da Universidade de Coimbra. Licenciado em 1912 com a classificação de vinte valores, doutorou-se em 1915.
Tenente médico miliciano de reserva em 1918.

## O Professor
Foi nomeado 2º assistente provisório (1911-1912) e 1º assistente de clínica Obstétrica (1916). Professor ordinário de medicina operatória e pequena cirurgia (1920). Professor catedrático de clínica e policlínica obstétrica (1921). Professor catedrático de Obstetrícia (1923). Professor catedrático de Clínica Ginecológica (1950).
Regeu o curso de Parteiras e Enfermeiras Visitadoras. Organizou vários Cursos de Férias na Faculdade de Medicina. Foi presidente de honra e da comissão executiva Portuguesa no 1ºCongresso Espano-Português de Obstetrícia e Ginecologia realizado em Madrid (1931). Foi presidente do 2º Congresso Luso-Espanhol de Obstetrícia e Ginecologia realizado em Lisboa (1948). Regeu a cadeira de Medicina Legal na Universidade de Universidade de Aix-Marselha. Tomou parte em vários congressos científicos em Berlim, Paris e Bruxelas.
Atingiu o limite de idade em 7.5.1956, após 44 anos de docência, tendo-lhe sido prestada homenagem na Universidade. Aposentado em 22 de junho de 1956. 

## Cargos desempenhados na Universidade
- Director da Maternidade Escolar (1921).
- Director dos Hospitais da Universidade (1926-1930).
- Director de Clínica dos Hospitais da Universidade (1937 e 1950).
- Director da Faculdade de Medicina (1940).
- Director Clínico da Maternidade Dr. Daniel de Matos (1926).
- Presidente da Sociedade Portuguesa de Obstetrícia e Ginecologia.
- Sócio do Instituto de Coimbra.
- Membro efectivo do Concelho do Instituto Médico-Legal.
- Membro do corpo directivo da Revista Portuguesa de Obstetrícia, Ginecologia e Cirurgia.
- Membro da Associação dos Médicos Católicos Portugueses.
- Membro titular da Société Internationale de Cirurgie (Bruxelas).
- Grande Oficial da Ordem da Instrução Pública.
- Comendador da Ordem de Isabel a Católica (Espanha).

## Obras Publicadas
- Os extractos hipofisários em obstetrícia (Coimbra, 1915).

- Assistência e maternidade (Coimbra, 1915).

- Psicoses e gravidez.

- O abortamento febril, seu tratamento.

- Tratamento das hemorragias da placenta prévia.

- A febre puerperal.